# 派川根木名川
派川根木名川（はせんねこながわ）は、千葉県成田市を流れる一級河川（昭和50年4月11日告示707号改正）。利根川水系利根川の支流である。流域面積33.07km2、指定延長は3.3km。

## 概要
千葉県成田市安西の根木名川の分流地点に源を発し、北へ流れる。途中には水田などが広がり、成田市滑川の尾羽根川水門を通り、利根川へと合流する。

## 河川改修
度々氾濫を起こしているが、沿川の土地利用の大部分が水田である事から洪水時の被害が小さく、現況治水安全度を維持するための堤防の嵩上げ等の管理に留まる。派川根木名川沿いの副水路については、派川根木名川からの逆流被害を防止するため逆流防止水門の設置が行われている。

## 支流
- 尾羽根川

## 架かる橋
- 締切橋

## 生物
- コイ
- ギンブナ
- ウグイ
- ヨシノボリ
- ドジョウなど